# Gerald Leeman
Gerald Leeman (Iowa, Estados Unidos, 22 de junio de 1922-10 de octubre de 2008) fue un deportista estadounidense especialista en lucha libre olímpica donde llegó a ser subcampeón olímpico en Londres 1948.

## Carrera deportiva
En los Juegos Olímpicos de 1948 celebrados en Londres ganó la medalla de plata en lucha libre olímpica estilo peso gallo, por detrás del turco Nasuh Akar (oro) y por delante del francés Charles Kouyos (bronce).